# Chapelle Saint-Martin-de-Serres de Carpentras
La chapelle Saint-Martin est une chapelle située à l'ouest du hameau de Serres, sur la commune française de Carpentras. Édifiée au XVIe siècle dans le style roman, elle est inscrite aux monuments historiques.

## Historique
La chapelle Saint-Martin faisait partie des bâtiments de la propriété de la famille Sobirats, dans leur domaine du hameau de Serres. Cette famille, d'origine espagnole, s'installe dans le Comtat Venaissin à la suite de l'arrivée des papes à Avignon. Le dernier descendant de la famille, Victor de Sobirats a légué l'ensemble de ses biens à la commune de Carpentras, qui transforma le domaine en lycée agricole.
La chapelle est inscrite au titre des monuments historiques depuis le 2 mars 1971.